# جو آر لانسدال
جو آر لانسدال (انگلیسی: Joe R. Lansdale؛ زادهٔ ۲۸ اکتبر ۱۹۵۱) یک نویسنده اهل ایالات متحده آمریکا است.